# FK Ljoebimets
FK Ljoebimets (Bulgaars: ФК Любимец) is een Bulgaarse voetbalclub uit Ljoebimets.
De club is de opvolger van het in 1921 opgerichte FC Maritsa dat in 1947 FC Strela ging heten en sinds de jaren 60 FC Lyubimetz. De club speelde alleen op het derde en vierde niveau en ging in 1994 failliet.
Lyubimetz 2007 werd in 2007 door oud-speler Veselin Velikov opgericht en eindigde in 2013 als tweede in de B Grupa waardoor het hoogste niveau bereikt werd. Na één seizoen degradeerde de club en kreeg geen licentie om het volgend seizoen terug in de tweede klasse te spelen. In 2017 degradeerde de club ook uit de derde klasse. 